# قبلة الموت (فلم 1995)
قبلة الموت (بالإنجليزية: Kiss of Death) هو فيلم جريمة تم إنتاجه في الولايات المتحدة وصدر في سنة 1995. من بطولة ديفيد كاروسو ونيكولاس كيج وصامويل جاكسون وهيلين هنت وفينج راميز.

## الميزانية
بلغت تكلفة إنتاج الفيلم حوالي 40 مليون دولار.

## وصلات خارجية
- مقالات تستعمل روابط فنية بلا صلة مع ويكي بيانات